# Guinedo
El Guinedo és una muntanya de 1.396 metres que es troba al municipi de la Guingueta d'Àneu, a la comarca del Pallars Sobirà.